# Apeadeiro de Famalicão da Nazaré
O apeadeiro de Famalicão da Nazaré, anteriormente denominado de Mouchinha, é uma gare da Linha do Oeste, que serve a localidade de Famalicão, no município de Nazaré, em Portugal.

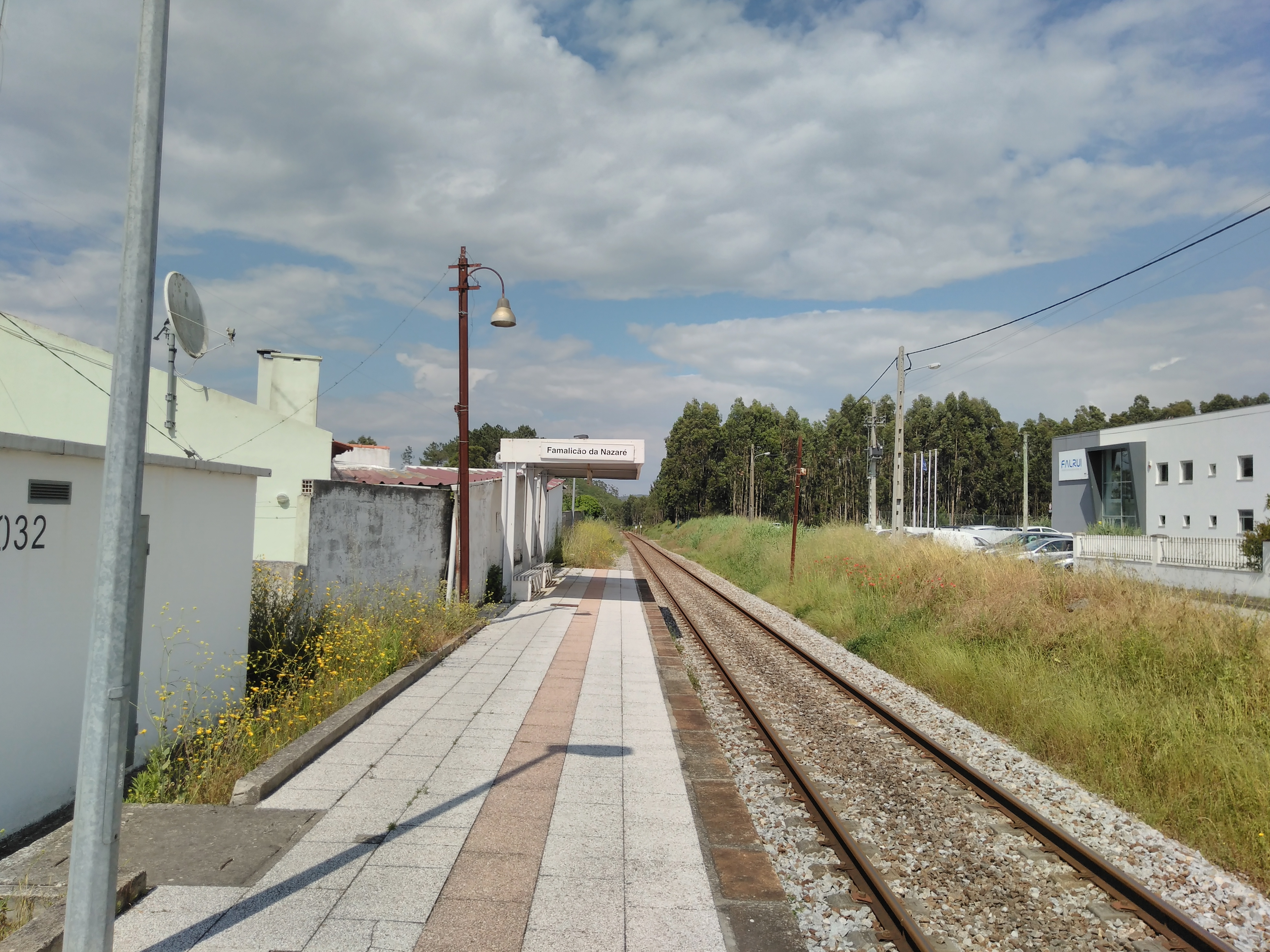
Aspeto do apeadeiro de Famalicão da Nazaré, em 2018.

## Descrição

### Localização e acessos
Esta gare tem acesso pela Rua do Apeadeiro (= EM562), na lugar da Mouchinha, no limite setentrional da localidade de Famalicão, na freguesia homónima do concelho da Nazaré, em Portugal.
Esta interface é servida por uma paragem de autocarros situada na Rua Heróis do Ultramar (= EN242), distante 234 m.

### Infraestrutura
Como apeadeiro numa linha de via única, esta interface tem uma só plataforma, que tem 50 m de comprimento e 70 cm de altura, e se situa do lado poente da via (lado esquerdo do sentido ascendente, para Figueira da Foz).

### Serviços
Em dados de 2023, esta interface é servida por comboios de passageiros da C.P. de tipo regional, tipicamente com três circulações diárias em cada sentido entre Lisboa - Santa Apolónia e Leiria ou Coimbra-B ou Figueira da Foz.

## História
Este apeadeiro situa-se no lanço da Linha do Oeste entre Torres Vedras e Leiria, que entrou em exploração no dia 1 de Agosto de 1887, pela Companhia Real dos Caminhos de Ferro Portugueses.

Entre 1985 e 2005, o apeadeiro de Mouchinha foi renomeado de Famalicão da Nazaré.